# Adam Kszczot
Adam Kszczot (Opoczno, 2 de septiembre de 1989) es un deportista polaco que compitió en atletismo, especialista en las carreras de mediofondo.
Ganó dos medallas de plata en el Campeonato Mundial de Atletismo, en los años 2015 y 2017, y tres medallas en el Campeonato Mundial de Atletismo en Pista Cubierta entre los años 2010 y 2018.
Además, obtuvo cuatro medallas en el Campeonato Europeo de Atletismo entre los años 2010 y 2018, y tres medallas de oro en el Campeonato Europeo de Atletismo en Pista Cubierta entre los años 2011 y 2017.

## Palmarés internacional
| Campeonato Mundial                   | Campeonato Mundial       | Campeonato Mundial | Campeonato Mundial |
| Año                                  | Lugar                    | Medalla            | Prueba             |
| ------------------------------------ | ------------------------ | ------------------ | ------------------ |
| 2015                                 | Pekín (China)            | Medalla de plata   | 800 m              |
| 2017                                 | Londres (Reino Unido)    | Medalla de plata   | 800 m              |
| Campeonato Mundial en Pista Cubierta |                          |                    |                    |
| Año                                  | Lugar                    | Medalla            | Prueba             |
| 2010                                 | Doha (Catar)             | Medalla de bronce  | 800 m              |
| 2014                                 | Sopot (Polonia)          | Medalla de plata   | 800 m              |
| 2018                                 | Birmingham (Reino Unido) | Medalla de oro     | 800 m              |
| Campeonato Europeo                   |                          |                    |                    |
| Año                                  | Lugar                    | Medalla            | Prueba             |
| 2010                                 | Barcelona (España)       | Medalla de bronce  | 800 m              |
| 2014                                 | Zúrich (Suiza)           | Medalla de oro     | 800 m              |
| 2016                                 | Ámsterdam (Países Bajos) | Medalla de oro     | 800 m              |
| 2018                                 | Berlín (Alemania)        | Medalla de oro     | 800 m              |
| Campeonato Europeo en Pista Cubierta |                          |                    |                    |
| Año                                  | Lugar                    | Medalla            | Prueba             |
| 2011                                 | París (Francia)          | Medalla de oro     | 800 m              |
| 2013                                 | Gotemburgo (Suecia)      | Medalla de oro     | 800 m              |
| 2017                                 | Belgrado (Serbia)        | Medalla de oro     | 800 m              |